# Жиру, Матьё
Матьё Жиру (англ. Mathieu Giroux; 3 февраля 1986, Монреаль) — канадский конькобежец,  Олимпийский чемпион в командной гонке. Серебряный призёр чемпионата мира. Так же выступает за сборную Канады в шорт-треке. На коньках с пяти лет.